# Почесні громадяни Луганська
Поче́сний громадяни́н Луга́нська — звання, яке присуджується за активну участь в суспільно-політичному житті Луганська. Звання засновано 1965 року.
Почесним громадянам Луганська офіційно виділяються місця на закритому міському кладовищі «Гостра могила».

## Почесні громадяни
| №  | П. І. Б.                             | Роки життя | Рід занять, звання | Дата присвоєння |
| -- | ------------------------------------ | ---------- | --- | --------------- |
| 1  | Шовковий Петро Іванович              | 1890—1967  | Директор Луганського патроно-верстатобудівного заводу імені В. І. Леніна (1932—1941 і 1943—1956). | Листопад 1965   |
| 2  | Петруня Степан Пантелеймонович       | 1899—1988  | Доктор медичних наук, професор, головний лікар Луганської обласної лікарні, заслужений лікар України. | Листопад 1965   |
| 3  | Єнакієв Григорій Потапович           | 1891—1969  | Учасник оборони Луганська 1919 року. | Листопад 1965   |
| 4  | Козаченко Олексій Павлович           | 1911—1978  | Стругальник луганського заводу ім. Жовтневої революції (1929—1971). Герой Соціалістичної Праці. Учасник німецько-радянської війни. | Листопад 1965   |
| 5  | Комольцева Варвара Георгіївна        | 1912—1989  | Бригадир колективу розмітником кузовного цеху Луганського тепловозобудівного заводу імені Жовтневої революції (нині ПАТ «Луганськтепловоз») (1929—1969). | Серпень 1967    |
| 6  | Петухов Іван Дмитрович               | 1910—1989  | Електрослюсар Луганського заводу колінчастих валів імені 20-річчя Жовтня з 30-річним стажем (1949—1978). Учасник німецько-радянської війни. | Серпень 1967    |
| 7  | Береговий Георгій Тимофійович        | 1921—1995  | Двічі Герой Радянського Союзу, льотчик-космонавт СРСР, заслужений льотчик-випробувач, генерал-лейтенант авіації. | Жовтень 1968    |
| 8  | Петраковський Анатолій Йосипович     | 1901—1969  | Генерал-майор, Герой Радянського Союзу, командир сформованої в Луганську 395-ї Шахтарської стрілецької дивізії в роки німецько-радянської війни. | Жовтень 1968    |
| 9  | Акименко Андріан Захарович           | 1898—1989  | Гвардії генерал-майор, учасник Громадянської війни, в тому числі героїчної оборони Луганська 1919 року і німецько-радянської воєн. | Вересень 1970   |
| 10 | Гончаренко Микола Гаврилович         | 1912—1997  | Доктор історичних наук, професор, завідувач кафедрою Луганського педагогічного інституту ім. Т. Г. Шевченка (1946—1994), заслужений працівник вищої школи, лауреат Державної премії Української РСР в галузі науки, член-кореспондент Академії наук України. Учасник німецько-радянської війни. | Листопад 1970   |
| 11 | Зорін Денис Федорович                | 1897—1979  | Учасник Громадянської війни, перший радянський директор об'єднаних Луганських трубопрокатного і емалювальних заводів, директор Луганського металоштампувального заводу. Персональний пенсіонер всесоюзного значення. | Листопад 1970   |
| 12 | Зверяка Микола Олексійович           | 1889—1975  | Учасник Громадянської війни, ветеран тепловозобудівного заводу імені Жовтневої революції (нині ПАТ «Луганськтепловоз»). Персональний пенсіонер всесоюзного значення. | Листопад 1970   |
| 13 | Бодрухіна Катерина Іванівна          | 1931—2005  | Ветеран праці, прядильниця, майстер виробничого навчання Луганського тонкосуконного комбінату (1946—1981), заслужений працівник промисловості України. Учасник німецько-радянської війни. | Листопад 1970   |
| 14 | Силантьєв Юрій Васильович            | 1919—1983  | Радянський диригент, народний артист СРСР, художній керівник і головний диригент естрадно-симфонічного оркестру Всесоюзного радіо і Центрального телебачення. | Червень 1971    |
| 15 | Пахмутова Олександра Миколаївна      |            | Радянський і російський композитор, народна артистка СРСР, лауреат премії Ленінського комсомолу, лауреат Державних премій СРСР, Герой Соціалістичної Праці. | Червень 1971    |
| 16 | Агаркова Марія Романівна             | 1926—2002  | Заслужений учитель УРСР. | Жовтень 1980    |
| 17 | Александров Геннадій Іванович        |            | Будівельник, ветеран праці. | Жовтень 1980    |
| 18 | Земськов Микола Іванович             | 1919—2005  | Доктор медичних наук, професор, творець і перший завідувач кафедрою госпітальної хірургії Луганського державного медичного інституту (нині — університету). Учасник німецько-радянської війни. | Жовтень 1980    |
| 19 | Ольховський Юрій Іванович            | 1931—1998  | Токар Луганського патронного (верстатобудівного) заводу ім. В. І. Леніна з 1950 по 1998 роки, Герой Соціалістичної Праці. | Жовтень 1980    |
| 20 | Семенов Олександр Терентійович       | 1899—1981  | Ветеран Луганського тепловозобудівного заводу імені Жовтневої революції (нині ПАТ «Луганськтепловоз»). Персональний пенсіонер всесоюзного значення. | Жовтень 1980    |
| 21 | Бичков Ілля Олексійович              | 1903—1995  | Ветеран Луганського тепловозобудівного заводу імені Жовтневої Революції (1933—1949). Учасник німецько-радянської війни. Персональний пенсіонер всесоюзного значення. | Жовтень 1981    |
| 22 | Чернов Юрій Пилипович                |            | Бригадир слюсарів-інструментальників Луганського емалювального заводу імені Артема (1955—1992), заслужений раціоналізатор України, лауреат Державної премії СРСР. Ветеран німецько-радянської війни. | Жовтень 1981    |
| 23 | Матусовський Михайло Львович         | 1915—1990  | Поет-пісняр, член спілки письменників СРСР, лауреат Державної премії СРСР, кандидат філологічних наук. Учасник німецько-радянської війни. | Квітень 1987    |
| 24 | Ситник Костянтин Меркурійович        |            | Академік Національної Академії Наук України, почесний академік Академії наук вищої школи України. | Вересень 1987   |
| 25 | Новохатко Енгельс Іванович           |            | Генеральний директор ВО «Луганський верстатобудівний завод» (1981—1996). Ветеран німецько-радянської війни. | Вересень 1987   |
| 26 | Дарма Лідія Іванівна                 |            | В'язальниця Ворошиловградської трикотажної фабрики імені XXV з'їзду КПРС (пізніше — ЗАТ Луганська фірма «Лутрі») (1969—2000), лауреат Державної премії СРСР. | Вересень 1988   |
| 27 | Бризгіна Ольга Аркадіївна            |            | Заслужений майстер спорту СРСР з легкої атлетики (1987), чемпіонка світу та СРСР, триразова чемпіонка Олімпійських ігор в Сеулі (1988) і Барселоні (1992) | Вересень 1992   |
| 28 | Коробчинський Ігор Олексійович       |            | Заслужений майстер спорту зі спортивної гімнастики (1991), чемпіон Олімпійських ігор в Барселоні (1992), бронзовий призер в командній першості Олімпійських ігор в Атланті (1996), абсолютний чемпіон світу і Європи, заслужений тренер України. | Вересень 1992   |
| 29 | Кучеренко Олег Іванович              |            | Заслужений майстер спорту (1989), чемпіон світу (1989, 1990), перший український чемпіон Олімпійських ігор 1992 року в Барселоні з греко-римської боротьби. | Вересень 1992   |
| 30 | Місютін Григорій Анатолійович        |            | Заслужений майстер спорту СРСР зі спортивної гімнастики (1991), абсолютний чемпіон світу, чемпіон Олімпійських ігор в Барселоні (1992), бронзовий призер Олімпійських ігор в Атланті (1996), заслужений тренер України. | Вересень 1992   |
| 31 | Дегтярьов Микола Васильович          |            | Заслужений тренер СРСР і України зі спортивної гімнастики, заслужений працівник фізкультури і спорту України, з 1980 року тренер зі спортивної гімнастики Луганського обласного вищого училища фізичної культури і спорту. | Вересень 1992   |
| 32 | Онищенко Олексій Іванович            |            | Чемпіон СРСР, чемпіон світу з греко-римської боротьби, заслужений тренер СРСР та України, майстер спорту міжнародного класу, з 2000 року тренер Луганського обласного вищого училища фізичної культури і спорту. | Вересень 1992   |
| 33 | Федорець Володимир Андрійович        |            | Заслужений тренер СРСР і України з легкої атлетики. | Вересень 1992   |
| 34 | Шемякін Анатолій Петрович            |            | Заслужений тренер СРСР і України зі спортивної гімнастики, заслужений працівник фізкультури і спорту України, майстер спорту міжнародного класу, з 1975 року тренер зі спортивної гімнастики Луганського обласного вищого училища фізичної культури і спорту, головний тренер збірної команди України (1995—2008), з 2008 старший тренер збірної України. | Вересень 1992   |
| 35 | Коняєв Олексій Миколайович           | 1926—1999  | Доктор технічних наук, професор, заслужений працівник вищої школи УРСР, академік Інженерної академії України, Транспортних академій України та Росії, член-кореспондент Міжнародної інженерної академії, головний конструктор Луганського тепловозобудівного заводу імені Жовтневої революції (нині ПАТ «Луганськтепловоз») (1960—1969), ректор Луганського машинобудівного інституту (нині Східноукраїнського національного університету імені Володимира Даля) (1974—1997). Учасник Великої Вітчизняної війни. | Вересень 1993   |
| 36 | Крупко Степан Іванович               | 1924—2004  | Директор Луганської кондитерської фабрики (1960—1998). Учасник німецько-радянської війни. Лауреат Державної премії СРСР. | Вересень 1993   |
| 37 | Локотош Борис Миколайович            | 1930—2011  | Доктор технічних наук, професор Східноукраїнського національного університету імені Володимира Даля, доктор філософії, академік Української технологічної академії, член-кореспондент Академії економічних наук України. | Вересень 1993   |
| 38 | Можаєв Геннадій Олександрович        | 1935—1997  | Доктор медичних наук, професор, заслужений лікар України, заслужений діяч науки і техніки України, основоположник екстремальної медицини, творець і завідувач кафедрою анастезіолог-реаніматології Луганського державного медичного інституту (нині університету) (1964—1997), проректор цього інституту з наукової частини (1972 −1976), його почесний професор. | Вересень 1993   |
| 39 | Шевченко Володимир Васильович        | 1918—1996  | Перший секретар Луганського обласного комітету Компартії України з 1961 по 1973 роки. Учасник партизанського руху на Луганщині в роки німецько-радянської війни. | Вересень 1994   |
| 40 | Петров Георгій Семенович             | 1927—2007  | Голова виконкому Луганської міської Ради (1965—1985). Учасник німецько-радянської війни. Засновник інституту Почесного громадянина міста 1965 року. | Серпень 1995    |
| 41 | Єненко Геннадій Федорович            |            | Заслужений металург України, генеральний директор ЗАТ «Луганський трубний завод» (1977—2002) | Серпень 1995    |
| 42 | Довнар Геннадій Станіславович        |            | Письменник, журналіст, член Спілки журналістів та Спілки письменників. Учасник німецько-радянської війни. | Серпень 1995    |
| 43 | Сухов Ігор Миколайович               | 1929—2006  | Заслужений машинобудівник України, Почесний працівник Міністерства важкого і транспортного машинобудування, лауреат Державної премії СРСР, генеральний директор ВО «Луганськтепловоз» (нині ПАТ «Луганськтепловоз») (1976—1987), професор Східноукраїнського національного університету імені Володимира Даля (1987—2002). Учасник Великої Вітчизняної війни. Почесний громадянин Луганщини (2001). | Травень 1996    |
| 44 | Ляхов Іван Андрійович                | 1936—2006  | Заступник начальника УМВС України в Луганській області, генерал-майор внутрішньої служби. Ветеран війни. | Вересень 1996   |
| 45 | Чумак Іван Михайлович                | 1926—2004  | Народний художник України, скульптор, лауреат Державної премії України ім. Т. Г. Шевченка. | Вересень 1996   |
| 46 | Наден Зінаїда Гаврилівна             |            | Заслужений працівник промисловості України, з 1986 року — директор, голова правління ВАТ «Луганськмлин». Президент громадської організації «Клуб ділових жінок». | Вересень 1997   |
| 47 | Леснічевський Аркадій Олексійович    |            | З 1985 року — генеральний директор найбільшого в Україні автотранспортного підприємства міжнародних перевезень ЗАТ «Транс Кінг», заслужений працівник автомобільного транспорту України, член-кореспондент Транспортної академії України, Почесний доктор Східноукраїнського національного університету імені Володимира Даля. Ветеран німецько-радянської війни. | Вересень 1997   |
| 48 | Дідоренко Едуард Олексійович         | 1938—2007  | Генерал-полковник міліції, заслужений працівник МВС, доктор юридичних наук, професор, заслужений юрист України, член-кореспондент Академії правових наук України, Почесний працівник МВС України. Начальник УМВС України в Луганській області (1989—1994). Засновник і ректор Луганської академії внутрішніх справ імені 10-річчя незалежності України, нині — Луганського державного університету внутрішніх справ.                                                                                             | Вересень 1997   |
| 49 | Козінцев Володимир Михайлович        | 1932—1998  | Інженер-будівельник. Керуючий, потім генеральний директор тресту «Луганськміськбуд» (1974—1996). | Вересень 1997   |
| 50 | Житня Інна Павлінва                  |            | Доктор економічних наук, професор, заслужений діяч науки і техніки України, дійсний член Академії інженерних наук України, з 1973 року — завідувачка кафедри Східноукраїнського національного університету імені Володимира Даля. | Вересень 1997   |
| 51 | Васько Володимир Пантелейович        | 1925—1998  | Ветеран Луганського тепловозобудівного заводу імені Жовтневої революції (нині ПАТ «Луганськтепловоз»), з 1987 по 1997 роки голова ради ветеранів заводу. Учасник німецько-радянської війни. | Грудень 1997    |
| 52 | Гончаров Валентин Миколайович        |            | Доктор економічних наук, професор, заслужений діяч науки і техніки України, завідувач кафедрою Луганського національного аграрного університету, академік Міжнародної академії науки і практики організації виробництва, Міжнародної академії екології і безпеки життєдіяльності, Академії підприємництва та менеджменту України, Економічної академії України, член-кореспондент Інженерної академії України, Європейської академії науки і мистецтва.                                                          | Серпень 1998    |
| 53 | Северов Євген Олександрович          |            | Майстер спорту України та СРСР, заслужений тренер СРСР та України з волейболу, заслужений працівник фізкультури і спорту України. У 1973—1994 роках Тренер Луганської чоловічої волейбольної команди «Зірка» (з 1982р — команда «Динамо»). Почесний динамівець Україні. | Серпень 1998    |
| 54 | Румянцев Борис Павлович              | 1928—2007  | Заслужений працівник народної освіти України, професор, кандидат технічних наук, ректор Луганського машинобудівного інституту (нині — Східноукраїнського національного університету імені Володимира Даля) (1960—1974), заслужений професор університету, віце-президент Підйомно-транспортної академії наук України. Учасник німецько-радянської війни. | Жовтень 1998    |
| 55 | Смирнов Василь Васильович            | 1915—2004  | Полковник у відставці, учасник німецько-радянської війни, голова міської ради ветеранів України (1988—2004). | Серпень 1999    |
| 56 | Мінаєв Іван Григорович               | 1925—2008  | Заслужений будівельник України, начальник будівельних комбінатів. Учасник німецько-радянської війни. Перший Почесний громадянин Луганщини (2001). | Серпень 1999    |
| 57 | Скорик Зінаїда Кузьмівна             |            | Заслужений лікар України, відмінник охорони здоров'я, акушер-гінеколог вищої категорії, головний лікар Луганського пологового будинку № 2 (1975—1993). Ветеран німецько-радянської війни. | Вересень 2000   |
| 58 | Якубович Джульєтта Антонівна         |            | Народна артистка України, солістка Луганської обласної філармонії (1963—1992), професор кафедри Луганського державного інституту культури і мистецтв Луганського національного університету імені Тараса Шевченка. Почесний громадянин Луганщини (2004) | Вересень 2000   |
| 59 | Пантюхін Володимир Олександрович     |            | Голова виконкому Луганської міської ради (1987—1994), генеральний директор ЗАТ «Луганська фірма» Лутрі «(1996—2002), генеральний директор ЗАТ» Луганська швейна фірма «Стиль» (2002—2006), з 2007 року президент асоціації «Міськбуд». | Вересень 2000   |
| 60 | Голубенко Олександр Леонідович       |            | Ректор Східноукраїнського національного університету імені Володимира Даля, заслужений діяч науки і техніки України, професор, доктор технічних наук, член-кореспондент Академії педагогічних наук України, академік Транспортних академій України і Росії, Міжнародної інженерної академії, Європейської академії наук і мистецтв, Почесний залізничник Росії та України, лауреат Державної премії в галузі науки і техніки.                                                                                    | Вересень 2000   |
| 61 | Закорецька Валентина Миколаївна      | 1947—2010  | Майстер спорту міжнародного класу з парашутного спорту, триразовий чемпіон світу, триразовий абсолютний чемпіон СРСР, чотириразовий чемпіон Збройних Сил СРСР. Тричі занесена до Книги рекордів Гіннеса. | Вересень 2000   |
| 62 | Іванов Юрій Васильович               |            | Заслужений працівник промисловості України, генеральний директор, президент, голова Ради ЗАТ "Луганська швейна фірма «Стиль», з 1996 року президент державної компанії «Луганськлегінвест». | Вересень 2001   |
| 63 | Кашпаров Микола Андрійович           | (1931—2010 | Керівник Луганського відділення Донецької залізниці (1966—1996), Почесний залізничник СРСР, заслужений працівник транспорту України. Учасник німецьуо-радянської війни. | Вересень 2001   |
| 64 | Ковешников Володимир Георгійович     |            | Доктор медичних наук, професор, заслужений діяч науки і техніки України, лауреат Державної премії України в галузі науки і техніки, академік Академії наук вищої школи України, лауреат Державної премії, ректор Луганського державного медичного університету (1984—2003). | Вересень 2001   |
| 65 | Котляр Олег Іванович                 |            | Заслужений працівник соціальної сфери України, з 1994 по 2005 роки директор Луганського обласного центру зайнятості. | Вересень 2001   |
| 66 | Бар'яхтар Віктор Григорович          |            | Доктор фізико-математичних наук, академік, дійсний член Національної Академії Наук України, заслужений діяч науки і техніки України, тричі лауреат Державної премії України в галузі науки і техніки, директор Інституту магнетизму НАН України, Почесний доктор Східноукраїнського національного університету імені Володимира Даля. | Вересень 2002   |
| 67 | Вєтров Григорій Михайлович           |            | Генерал-майор міліції у відставці, заслужений працівник МВС України, начальник УМВС України в Луганській області (1980—1989). Ветеран німецько-радянської війни. | Вересень 2002   |
| 68 | Малько Іван Сергійович               |            | Ветеран німецько-радянської війни, Герой Радянського Союзу. Заслужений працівник торгівлі УРСР. | Вересень 2002   |
| 69 | Резніков Михайло Миколайович         | 1912—2008  | Учасник німецько-радянської війни, перший військовий комендант міста в післявоєнні роки, полковник у відставці. | Вересень 2002   |
| 70 | Горшколепов Іван Семенович           |            | Ветеран німецько-радянської війни, кавалер орденів Слави 3-х ступенів. | Липень 2004     |
| 71 | Кушнарьов Стефан Ігнатійович         |            | Ветеран ПАТ «Луганськтепловоз», з 1987 року директор з соціальних питань ПАТ «Луганськтепловоз», Почесний працівник «Мінважмашу». | Липень 2004     |
| 72 | Руденко Олександр Тимофійович        |            | Заслужений лікар України, головний травматолог міста (1976—2005), Почесний член Луганської обласної асоціації ортопедів-травматологів, завідувач травматологічним відділенням Луганської міської клінічної багатопрофільної лікарні № 9 (1981—2006). | Липень 2004     |
| 73 | Чужиков Микола Федорович             |            | Заслужений майстер спорту з веслування на байдарках, чемпіон Олімпійських ігор в Токіо (1964), перший Олімпійський чемпіон Луганщини. | Липень 2004     |
| 74 | Дорошенко Олександр Володимирович    |            | Заслужений майстер спорту з легкої атлетики, майстер спорту України міжнародного класу з легкої атлетики, дворазовий чемпіон і бронзовий призер Паралімпійських ігор в Афінах (2004). | Листопад 2004   |
| 75 | Бєляєв Володимир Іванович            |            | Чемпіон Олімпійських ігор в Мехіко (1968), заслужений майстер спорту з волейболу, заслужений тренер України, у 1970-ті роки тренер жіночої волейбольної команди майстрів вищої ліги «Іскра» і чоловічої волейбольної команди майстрів вищої ліги «Динамо», член Ради Луганського обласного відділення Національного Олімпійського комітету України. | Вересень 2005   |
| 76 | Малов В'ячеслав Анатолійович         |            | Ветеран ПАТ «Луганськтепловоз», заслужений працівник промисловості України, директор з персоналу ПАТ «Луганськтепловоз». | Вересень 2005   |
| 77 | Пирогов Семен Іванович               |            | Ветеран німецько-радянської війни, перший заступник голови виконавчого комітету Луганської міської ради (1968—1974), голова Громадської ради старійшин територіальної громади Луганська. | Вересень 2005   |
| 78 | Старостина Римма Федорівна           |            | Заслужений тренер України з легкої атлетики, заслужений працівник фізичної культури і спорту України, тренер обласного центру «Інваспорт» з легкої атлетики. | Вересень 2005   |
| 79 | Андріяненко Віра Іванівна            | 1946—2016  | Народна артистка України, професор Луганського державного інституту культури і мистецтв, президент Луганського обласного благодійного фонду міжнародних культурних зв'язків імені Юрія Богатикова, солістка Луганської обласної філармонії. | Вересень 2006   |
| 80 | Бризгін Віктор Аркадійович           |            | Чемпіон Олімпійських ігор в Сеулі (1988), заслужений майстер спорту з легкої атлетики, багаторазовий чемпіон і рекордсмен СРСР, чемпіон Європи, призер чемпіонатів світу з легкої атлетики. | Вересень 2007   |
| 81 | Лащенов Федір Серафимович            |            | Чемпіон Олімпійських ігор у Москві (1980), заслужений майстер спорту з волейболу, володар Кубка володарів Кубків Європейських країн і бронзовий призер чемпіонатів СРСР у складі Луганської команди «Зірка», дворазовий чемпіон Європи і світу в складі збірної СРСР з волейболу, тренер з волейболу. | Вересень 2007   |
| 82 | Чуканов Анатолій Олексійович         | 1954—      | Чемпіон Олімпійських ігор у Монреалі (1976) з велоспорту, єдиний чемпіон Олімпійських ігор в цьому виді програми в країнах СНД. | Вересень 2007   |
| 83 | Бубка Сергій Назарович               | 1963—      | Герой України, чемпіон Олімпійських ігор в Сеулі (1988), 6-разовий чемпіон світу, 35-кратний рекордсмен світу, заслужений майстер спорту з легкої атлетики, кандидат педагогічних наук, президент Національного Олімпійського Комітету України. | Вересень 2008   |
| 84 | Кленов Павло Микитович               |            | Народний артист України, з 1963 року дотепер — актор Луганського обласного російського драматичного театру, режисер-постановник. Учасник Німецько-радянської війни. | Вересень 2009   |
| 85 | Чумак Євген Федорович                |            | Народний художник України, скульптор, член Національної спілки художників України, член Міжнародної асоціації «Художники світу», занесений до Великої енциклопедії «Художники світу всіх часів і народів» і в «Золоту книгу Україна-2010», професор Луганського національного університету імені Тараса Шевченка | Вересень 2010   |
| 86 | Шацький Юрій Михайлович              |            | Директор ТОВ «Луганська телефонна компанія», президент футбольного клубу «Луганська телефонна компанія», президент Асоціації міні-футболу Луганської області, віце-президент Асоціації міні-футболу України. | Вересень 2011   |
| 87 | Ольшанецький Олександр Олександрович |            | Професор, проректор з клінічної роботи Луганського медичного укніверситету (1982—1987), голова обласної асоціації хірургів, член правління республіканської наукової спілки хірургів, заслужений діяч науки і техніки. | Вересень 2012   |
| 88 | Деркач Василь Андрійович             |            | Учасник бойових дій в роки Великої Вітчизняної війни, Почесний Ветеран України | Серпень 2013    |